# Church Knowle
Church Knowle est une paroisse civile et un village du Dorset, en Angleterre.